# Borderline
"Borderline" je pjesma američke pjevačice Madonne s debitantskog albuma. Pjesma je 15. veljače 1984. izdana kao četvrti singl pod Sire Recordsom. Pjesmu je napisao I uglazbio Reggie Lucas, a tadašnji Madonnin dečko John Benitez ju je obradio. Tema je ljubavna, te govori kako ljubav nikada nije potpuna. Pjesma je napisana kao protivljenje muškom šovinizmu.
Kritičari su hvalili pjesmu, te je proglasili najkompleksnijim pjesmom s albuma “Madonna”. Hvalili su i žanr dance pop u kojem je nastala pjesma. Ovo je bila prva Madonnina pjesma u Top 10 na američkoj Hot 100 ljestvici. U europskim zemljama je dospjela većinom u Top 20, a u Irskoj je zasjela na vrh ljestvice. Magazin ‘’Blender’’ je 2009. proglasio pjesmu 84. najboljom pjesmom “500 najboljih pjesama od rođenja”. 
Glazbeni video prikazuje Madonnu i latino dečka kao par. Video je plijenio poglede među stručnjacima zbog korištenja jake simbolike. Pjesmu je Madonna izvela na The Virgin Tour (1985.) i Sticky & Sweet Tour (2008.). Pjesmu su obradili mnogi umjetnici, uključujući Duffy i Counting Crows.

## Live izvedbe
Po prvi je puta Madonna pjesmu uživo izvela na svojoj prvoj koncertnoj turneji The Virgin Tour (1985.). Nosila je plavi prozirni top ispod kojega se video crni prsluk, ružičastu suknju i jaknu. Na sebi je imala i križ oko vrata. Pjesmu je izvela u izvornoj verziji. Nastup nije bio uključen na VHS izdanje Live – The Virgin Tour iz 1985.
"Borderline" se našla na popisu pjesama za Sticky & Sweet Tour u 2008. godini za vrijeme “Old School” segmenta. Madonna je imala kratke hlačice za vježbanje, tenisice i čarape na nogama. Odjeću je osmislio Jeremy Scott, a zamislio je to kao vraćanje u Madonnine stare dane u New Yorku. Na ekranu u pozadini su se pojavljivali graffiti umjetnika Keith Harringa. Madonna je pjesmu otpjevala s ružičastom električnom gitarom u punk-pop verziji, dok su se u pozadini prikazivali Harringsonove slike. Nekesa Mumbi Moody iz “USA today” je izvedbu nazvala “rokerskom”, dok je Caryn Ganz iz “Rolling Stonea” nazvala ovu izvedbu “jeftinim trikom”. Pjesma nije bila uključena u drugom dijelu turneje u 2009. godini, Tamo ju je zamijenila rock verzija također starog hita “Dress You Up”.

## Popis formata i pjesama
| - Američki 7" singl 1. "Borderline" (Edit) 2. "Think of Me" - Britansko limitirano izdanje Picture Disc 1. "Borderline" (Edit) 2. "Physical Attraction" (Edit) - Britanski 12" singl 1. "Borderline" (US Remix) 2. "Borderline" (Dub Remix) 3. "Physical Attraction" (Full-Length Version) - Europski 5" CD singl re-izdanje 1. "Borderline" (Dub Version) 2. "Borderline" (US Remix) 3. "Physical Attraction" (LP Version) | - Američki 12" Maxi singl 1. "Borderline" (New Mix) 2. "Lucky Star" (New Mix) - Američki 12" promotivni Maxi singl 1. "Borderline" (New Mix) 2. "Borderline" (Instrumental) - Australski 12" singl 1. "Borderline" (Extended Remix) 2. "Borderline" (Edit) 3. "Borderline" (Instrumental) - Njemački 12" singl 1. "Borderline" (US Remix) 2. "Borderline" (Dub Remix) 3. "Physical Attraction" (Full-Length Version) |

## Na ljestvicama
| Ljestvica (1984)       | Pozicija |
| ---------------------- | -------- |
| Australija             | 12       |
| Belgija                | 4        |
| Irska                  | 1        |
| Kanada (RPM)           | 25       |
| Nizozemska             | 3        |
| Švicarska              | 23       |
| Ujedinjeno Kraljevstvo | 2        |
| U.S. Billboard Hot 100 | 10       |